# Квинт Помпей Руф (народен трибун 52 пр.н.е.)
Вижте пояснителната страница за други личности с името Квинт Помпей Руф.
Квинт Помпей Руф (на латински: Quintus Pompeius Rufus) e политик на късната Римска република.

## Биография
Син е на Квинт Помпей Руф и Корнелия Сула, най-възрастната дъщеря на Луций Корнелий Сула. Баща му е убит при неспокойствията през 88 пр.н.е. Брат е на Помпея, която е известно време втората съпруга на Гай Юлий Цезар.
Помпей Руфе през 55 и 59 пр.н.е. Магистър на Монетния двор (tresvir monetalis) и поставя на монети портретите на дядовците си Сула и Квинт Помпей Руф, които заедно са консули през 88 пр.н.е. През 54 пр.н.е. обвинява избрания за консул Марк Валерий Месала Руф в изборна измама.
През 52 пр.н.е. Помпей Руф е народен трибун. Когато Публий Клодий Пулхер е убит при улични битки от хората на Тит Аний Мило, той заедно с други народни трибуни разпалва народни недоволствия. В разрасналата се анархия избират Гней Помпей Магнус за единствен консул. Той му помага да се възвърне реда, при което Мило е изпратен в изгнание.
През декември 52 пр.н.е. Помпей Руф е обвинен от Марк Целий Руф в побуда за неподчинение (de vi). След осъждането му да напусне Рим трябва да отиде в изгнание в Баули в Кампания. Следващата година, 51 пр.н.е., се разпространява фалшивият слух, че е убил Цицерон. След това не се споменава повече.